# Славутич (станция метро)
«Славу́тич» (укр. «Славу́тич»,  (слушать)о файле) — 34-я станция Киевского метрополитена. Расположена в Дарницком районе города Киева, на Сырецко-Печерской линии между станциями «Выдубичи» и «Осокорки». Станция открыта 30 декабря 1992 года. Название получила по историческому и фольклорному имени Днепра. Пассажиропоток — 6,3 тыс. чел./сутки.

## Конструкция
Колонная станция мелкого заложения, подземный зал с островной посадочной платформой. Своды зала опираются на два ряда колонн. Зал станции соединён лестницей с подземным вестибюлем, совмещённым с подземным переходом под проспектом Бажана.
Наземные вестибюли отсутствуют.

## Оформление
Оформление станции посвящено близости Днепра (Славутич — одно из исторических названий реки), выполнено в синих, голубых тонах с обширным использованием металла. Отделка потолка выполнена в виде водной глади (алюминиевые конструкции с точечными светильниками) и стилизованных под лилии конструкций. Колонны отделаны сталью, путевые стены — белым мрамором и алюминиевым сайдингом голубого цвета. На торцовой стене размещена композиция, изображающая русло Днепра.

## Изображения
- Центральный зал станции
- Посадочная платформа
- Название станции на путевой стене
- Композиция в торце зала

## Режим работы
Открытие — 5:37, закрытие — 0:08
Отправление первого поезда в направлении:
- ст. «Красный хутор» — 6.05
- ст. «Сырец» — 5.44

Отправление последнего поезда в направлении:
- ст. «Красный хутор» — 0.31
- ст. «Сырец» — 0.14